# Nils Gessinger
Nils Gessinger (* 10. März 1964 in Schwäbisch Hall) ist ein deutscher Soul-/Jazzpianist, Arrangeur, Komponist, Produzent und Bigband-Leiter aus Hamburg.

## Leben und Wirken
Bereits im Alter von neun Jahren hatte Gessinger seinen ersten Auftritt im Duo mit einem Schlagzeuger vor 400 Personen. Er studierte an der Musikhochschule Hamburg Piano bei Dieter Glawischnig und schloss mit Diplom ab.
Schon während des Studiums trat er mit eigenen Formationen auf sowie als Gastmusiker, Arrangeur, musikalischer Leiter diverser Show- und Musicalproduktionen wie Cats, Der kleine Horrorladen, Der König der Löwen, Fosse oder Aretha - the Queen of Soul. Er spielte über zehn Jahre als Pianist in der NDR Bigband für Studioproduktionen, CD-Aufnahmen und Konzerte. 1992 wirkte er an der Filmmusik von Otto – Der Liebesfilm mit.
1995 veröffentlichte er beim US-Label GRP / Universal Music Group: Auf seinem Album Ducks'n'cookies wirkten u. a. Herb Geller, Wolfgang Schlüter und Peter Weniger mit. 1996 folgte, ebenfalls auf GRP, sein zweites Album Scratch Blue mit Robben Ford, Peter Weniger, Nils Landgren und Wolfgang Haffner. 1997 trat er in der ARD mit einem 60-minütigen Feature in Ohne Filter extra mit Robben Ford und Uwe Ochsenknecht als Gast auf. Sein drittes Album Jam It Up! veröffentlichte er 2003 mit u. a. Dave Weckl, Peter Weniger und Roger Cicero, sein viertes Album Burning (2009) mit u. a. Vinnie Colaiuta und Posaunist Joe Gallardo. 2011 erschien das Konzept-Album Pass-ion mit Gastmusikern wie Will Lee, John Tropea, Rocky Bryant oder Peter Weniger.
Nils Gessinger trat auf dem North Sea Jazz Festival, dem Montreux Jazz Festival und weiteren europäischen, amerikanischen, afrikanischen und asiatischen Festivals auf. Er spielte u. a. mit Künstlern wie Charly Antolini, Dee Dee Bridgewater, Gerry Brown, Lutz Büchner, Roger Cicero, Tony Christie, Vinnie Colaiuta, Jane Comerford, Georg Danzer, Georgette Dee, Cornell Dupree, Joe Gallardo, Herb Geller, Rex Gildo, Gitte Haenning, Wolfgang Haffner, Peanuts Hucko, Anna Maria Kaufmann, Hildegard Knef, Patti LaBelle, Nils Landgren, Bob Mintzer, Wencke Myhre, Otto Waalkes, Peter Petrel, The Platters, Inga Rumpf, Deborah Sasson, Wolfgang Schlüter, Roman Schwaller, Three Degrees, Colin Towns, Dave Weckl, Peter Weniger, Gert Westphal, Jiggs Whigham, Stevie Woods sowie mit der NDR Bigband, der NDR Radiophilharmonie und dem WDR Rundfunkorchester Köln.
Nils Gessinger leitete von 1988 bis 2014 (zehn Jahre davon zusammen mit Jochen Arp) das LandesJugendJazzorchester Hamburg Jazzessence in der Trägerschaft des Landesmusikrat Hamburg und produzierte mit ihm fünf CDs. Hierbei wirkten Bob Mintzer sowie Herb Geller und Wolfgang Schlüter mit.
1999 erhielt Nils Gessinger vom Landesmusikrat Hamburg und Jeunesse Musicale den Auftrag, eine Komposition für das Abschlusskonzert einer Aufführungsreihe namens „Tutti“ zu schreiben. Es entstand ein 35-minütiges, 5-sätziges Werk für Sinfonieorchester (große Besetzung) und BigBand, welches am 30. Mai 1999, dirigiert vom GMD der Staatsoper Hamburg Ingo Metzmacher, uraufgeführt und im Radio NDR 90,3 Sonntakte gesendet wurde.
Nils Gessinger verabschiedete sich am 28. Februar 2014 nach einer Farewell-Tournee mit 16 Konzerten mit einem Abschiedskonzert in der Fabrik Altona mit Gästen wie Peter Weniger, Bridget Fogle, Madeleine Lang, Nathalie Dorra und Jürgen Neudert von der Bühne.

## Diskografische Hinweise
Alben unter eigenem Namen
- Ducks'n'cookies (1995, GRP/Universal)
- Scratch Blue (1996, GRP/Universal)
- Jam it up! (2003, NMD)
- Burning (2009, NMD)
- Pass-ion (2011, NMD)

Alben als Leiter des LandesJugendJazzOrchester Hamburg Jazzessence
- Abgesägt (1988)
- JAZZ youNITES (1998)
- In Time (2000) feat. Bob Mintzer (sax)
- I got rhythm (2003) feat. Herb Geller (sax) & Wolfgang Schlüter (vib)
- 20/08 (2008).

Alben als Gastmusiker
- NDR Bigband 50 Jahre NDR BigBand - Bravissimo II (1998, Compilation, ACT)
- Cornell Dupree Mr. 2500 / Live at Birdland (2003, Birdland Records) als musikalischer Leiter
- Inga Rumpf & The NDR Big Band It's A Man's World (1994, Extra Records & Tapes, Norddeutscher Rundfunk)

## TV
- Die Bertinis 1988 TV-Aufnahmen in Prag, Regie: Egon Monk nach einem Buch von Ralph Giordano
- Ohne Filter Extra 1996 feat. Robben Ford (g)

## Kino
- Otto – Der Liebesfilm 1992 Mitwirkung Filmmusik, Credits Musik